# Nuôi cá sấu

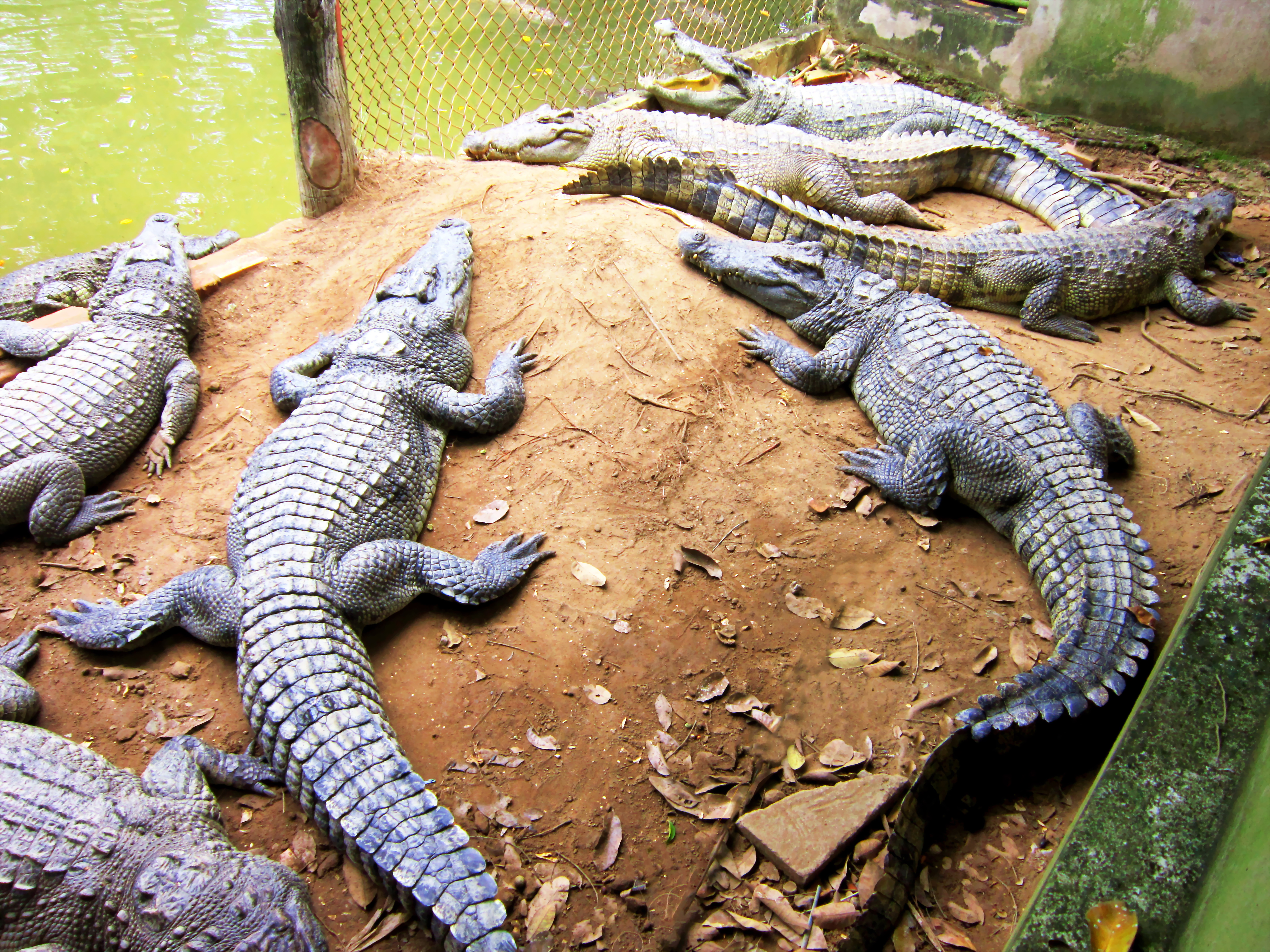
Cá sấu được nuôi ở Cồn Phụng

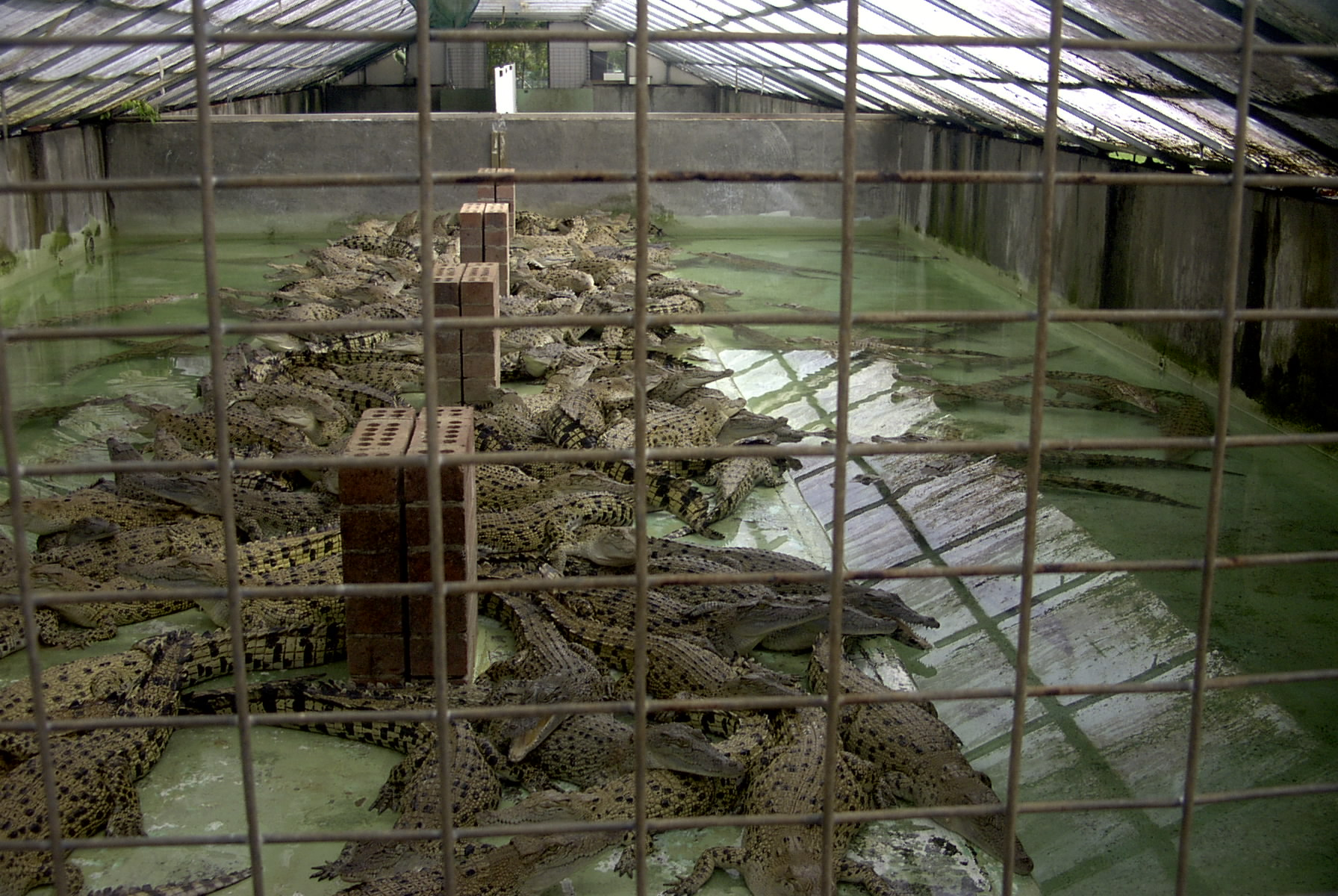
Một trại nuôi cá sấu

Nuôi cá sấu hay mô hình trang trại cá sấu là việc thực hành chăn nuôi để khai thác, sử dụng các nguyên liệu, sản phẩm của cá sấu như da cá sấu, thịt cá sấu và các sản phẩm khác hoặc cung cấp để dùng cho mục đích câu cá sấu giải trí, trong đó da cá sấu là mặt hàng thượng hạng cho công nghiệp thuộc da và thời trang. Việc chăn nuôi cá sấu thường thông qua một cơ sở cho chăn nuôi theo hình thức trang trại và thường được bảo vệ an toàn nghiêm ngặt vì cá sấu là loài vật nuôi hung dữ, nếu sơ suất không an toàn thì đã có nhiều vụ cá sấu xổng chuồng, gây nguy hiểm cho cộng đồng.

## Lịch sử
Mặc dù không thực sự thuần hóa, nhưng cá sấu đã được nuôi trong các trang trại ít nhất là từ đầu thế kỷ 20. Tuy nhiên, đại đa số các doanh nghiệp đầu là các trang trại chủ yếu là để nhốt giữ cá sấu và cá sấu như một điểm thu hút khách du lịch thông qua hoạt động tham quan và câu cá sấu giải trí. Cá sấu Mỹ được đặt dưới sự bảo hộ chính thức vào năm 1967 cho nên cá sấu nuôi cho da trở thành lựa chọn khả thi nhất cho việc sản xuất thuộc da (ngoài săn bắn bất hợp pháp). Chủ yếu là tập trung ở Mỹ, phía Nam tiểu bang Louisiana, Florida và Georgia, việc thực hành nhanh chóng lan sang các quốc gia khác. Các cá thể cá sấu sông Nin được tìm thấy trong trang trại trên khắp châu Phi và cá sấu nước mặn được nuôi tại Úc và các khu vực khác. Các loại cá sấu Caiman thường có kích thước nhỏ thường không đủ giá trị thị trường để nuôi trong trang trại.
Cá sấu và cá sấu nuôi đầu tiên phát triển từ nhu cầu về da, người ta có thể thu về hàng trăm đô la trên một mảnh da. Nhưng cá sấu bắt đầu được bán ra sau đó và vận chuyển trên toàn thế giới với các thị trường quen thuộc với thịt cá sấu. Ẩm thực Trung Quốc dựa trên y học cổ truyền Trung Quốc cho rằng thịt cá sấu là một loại thực phẩm chữa bệnh cho cảm lạnh và phòng chống ung thư, mặc dù không có bằng chứng khoa học để chứng minh điều này.

## Trên thế giới
Cá sấu trong thiên nhiên được bảo vệ ở một số nơi trên thế giới, nhưng chúng cũng được chăn nuôi vì mục đích thương mại, và da của chúng được thuộc làm da cá sấu có chất lượng cao để sản xuất túi, ủng, cặp v.v, trong khi thịt cá sấu được coi là đặc sản đối với những người sành ăn. Các loài có giá trị thương mại chủ yếu là cá sấu nước mặn và cá sấu sông Nin, trong khi con lai của cá sấu nước mặn và cá sấu Xiêm cũng được chăn nuôi trong các trang trại ở châu Á. Việc chăn nuôi đã làm tăng số lượng cá sấu nước mặn ở Úc, do trứng thông thường được thu hoạch từ tự nhiên, vì thế những chủ sở hữu đất đai có động cơ thúc đẩy để bảo tồn môi trường sống của cá sấu.
Vùng Louisiana, Mỹ là nơi sinh sống chủ yếu của loài cá sấu. Trung bình có khoảng 2 triệu con cá sấu sinh sống ở các vùng đầm lầy xung quanh khu vực này. ở Louisiana, người dân cũng tiến hành nuôi trồng với một số lượng lớn. Việc đánh bắt, giết hại và lột da cá sấu là một công việc quen thuộc của người dân ở Louisiana. cá sấu được bắt lên bờ, dùng băng dính bịt phần miệng hoặc bị bắn ngay lập tức khi mới bắt lên, sau đó, những người thợ sẽ tiến hành lột da. Phần da lột ra sẽ để riêng, cung cấp cho các cơ sở thuộc da, còn phật thịt sẽ được mang đi tiêu thụ. Ngành công nghiệp đánh bắt và nuôi trồng cá sấu ở Louisiana phát triển rất thuận lợi. Lợi nhuận thu về từ công việc này từng tăng khoảng 50 triệu USD. Nhưng khoảng thời gian gần đây, do khủng hoảng kinh tế nên phần lợi nhuận này đã bị giảm sút, ảnh hưởng khá nhiều đến cuộc sống của người dân địa phương.

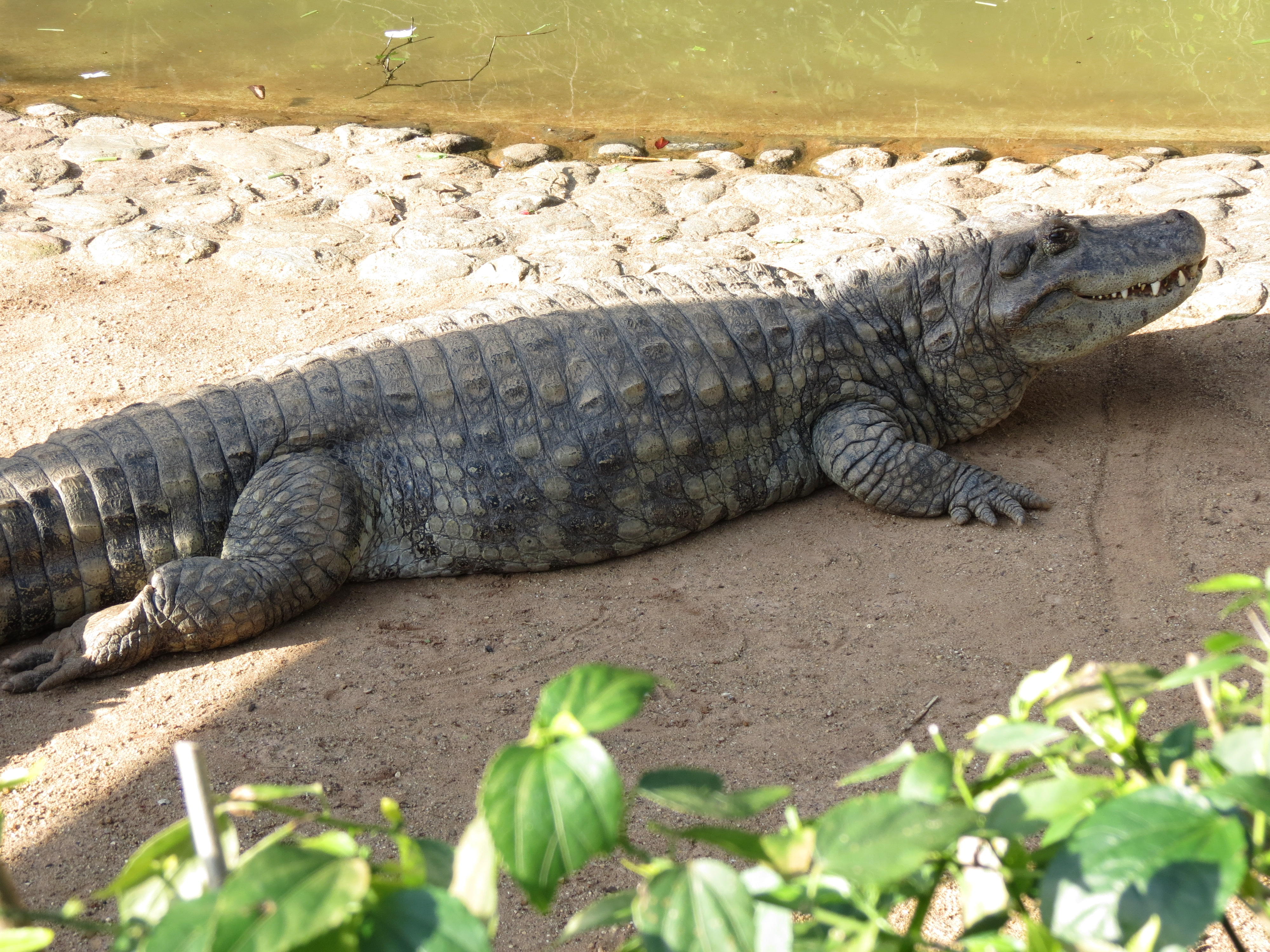
Một con cá sấu nuôi

Ở châu Phi, Các chương trình chăn nuôi cá sấu sông Nin để lấy da đã được thực hiện với kết quả tốt trong khu vực này và thậm chí các quốc gia có hạn ngạch cho xuất khẩu cũng dịch chuyển sang việc chăn nuôi cá sấu. Năm 1993, 80.000 cá sấu sông Nin đã được sử dụng để sản xuất da, chủ yếu từ chăn nuôi ở Zimbabwe và Nam Phi. Ngoài ra, Một số địa điểm nuôi cá sấu nổi tiếng như Puerto Princesa ở Philippines...
Ở Việt Nam, phong trào nuôi cá sấu đã phát triển khá rầm rộ ở một số tỉnh Đồng bằng sông Cửu Long, Tây Ninh, Thành phố Hồ Chí Minh cá sấu đang được nhiều người chọn nuôi vì đây là mô hình mang lại hiệu quả kinh tế cao và giúp nhiều người thoát nghèo. Một số liệu thống kê cho biết, tổng đàn cá sấu nuôi tại 3 tỉnh Đồng Tháp, An Giang và Long An khoảng 72.000 con, riêng tại Bạc Liêu lên đến 320.000 con và được gọi là thủ phủ của cá sấu. Đã có hàng ngàn hộ gia đình nuôi cá sấu nhưng đến nay cả nước chỉ có một vài trại nuôi cá sấu được phép xuất khẩu, đã có 125 trại hoặc hộ gia đình nuôi cá sấu đã đăng ký với chi cục kiểm lâm các địa phương. Còn số hộ gia đình nuôi cá sấu nhưng chưa đăng ký có thể lên đến hàng ngàn. Tại Thành phố Hồ Chí Minh có 53 tổ chức, cá nhân nuôi cá sấu với tổng đàn gần 173.000 con các loại trong đó có trại nuôi lên đến 20.000 con với khoảng 2.000 con đang đẻ và các trại nuôi với khoảng 30.000 con tại các xã quanh địa bàn huyện Củ Chi. Một trang trại ở Lạng Sơn có khoảng 400 con cá sấu, trong số đó 200 con có thể xuất khẩu ngoài ra cá sấu con được nuôi tại một số nơi ở Cần Thơ hoặc Sóc Trăng.
Nuôi cá sấu từng giúp nhiều hộ gia đình ở Việt Nam vươn lên khá, giàu nhưng có thời điểm cá sấu cũng đang chịu cảnh rớt giá. Nuôi cá sấu còn gặp nhiều khó khăn và bất cập do sản phẩm không có đầu ra. Cá sấu thương phẩm được xuất mạnh qua Trung Quốc theo con đường tiểu ngạch, vì người dân ở đây thích ăn thịt cá sấu còn nguyên da và đầu ra phần lớn phụ thuộc vào Trung Quốc. Một ước tính toàn tỉnh Cà Mau có khoảng 4.000 - 5.000 con cá sấu có trọng lượng từ 30 kg/con trở lên chưa bán được. Nhiều người cho rằng đây là một chiêu trò thâm độc của thương lái Trung Quốc trong việc thu mua cá sấu của người nông dân. Tại khu vực xung quanh hồ Trị An ở huyện Định Quán và huyện Vĩnh Cửu, tỉnh Đồng Nai đang rộ lên phong trào nuôi cá sấu đến mức nuôi cá sấu dễ như nuôi heo, cá sấu đang là con cá vàng giúp người nông dân thoát nghèo.

## Kỹ thuật nuôi

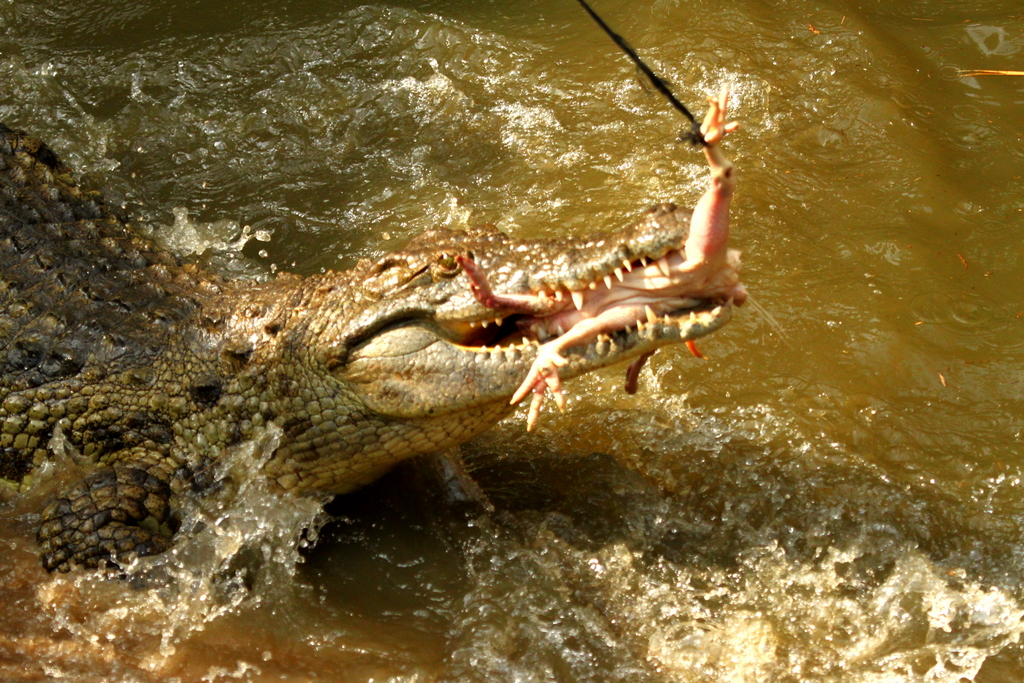
Cảnh cho cá sấu ăn

Cá sấu là loài dễ nuôi, hoàn toàn sinh sản và nuôi lớn lên từ trong trại nuôi, nguồn thức ăn chủ yếu là cá biển có giá thành thấp. Đến 80% giá trị của cá sấu nằm ở bộ da, hơn 10% từ thịt, còn lại là từ xương dùng để nấu cao, ngoài ra, nuôi cá sấu còn có thể kết hợp kinh doanh du lịch. Nhiều người thiết kế hệ thống nuôi cá sấu liên hoàn, kết hợp giữa cá sấu với các vật nuôi khác như gà, ếch, lợn, cá và cây ăn quả để tự giải quyết nguồn thức ăn cho cá sấu, tăng chất lượng sản phẩm và hạn chế chi phí không cần thiết.
So với việc nuôi các con vật truyền thống lâu nay, thì cá sấu có nhiều ưu thế hơn, bởi cá sấu ít bệnh, ăn các loại thức ăn tạp, có giá thành rẻ, như cá mè, cá rô phi, cá trôi, lòng lợn, lòng bò, gà công nghiệp quá hạn sử dụng, nguồn thức ăn cho cá sấu ở miền núi cũng rất sẵn, kể cả khoai, mì, ngô hay các loài thú hoang nhỏ. Cá sấu ăn vào buổi chiều, thức ăn chủ yếu là cá rô. Nuôi cá sấu khó ở mỗi khâu chăm sóc con giống. Trong khoảng thời gian 1 năm đầu, cá cần được chăm sóc kỹ lưỡng về thức ăn (thức ăn phải được cắt nhỏ), vệ sinh chuồng trại, để ý đến sự thay đổi của thời tiết mà ngừa bệnh và trị bệnh. Khoảng 1 năm trở lên, cá phát triển nhanh chóng. Sau 20 tháng trở lên, cá đạt trọng lượng từ 15–20 kg/con, có thể xuất bán.
Vào mùa cá sấu đẻ, mỗi năm chúng chỉ tập trung đẻ một lần từ khoảng tháng 3 đến tháng 5 sẽ chấm dứt, các ổ trứng được đưa vào lò ấp công nghiệp để xử lý cho nở đồng loạt thành đàn cá sấu con đây là công đoạn khó khăn. Ngoài ra có thể gặp rủi ro khi dưỡng da cho cá sấu bởi nếu phần da bụng cá sấu bị trầy xước sẽ làm mất giá trị khi chế biến hoặc những con cá sấu trong quá trình nuôi nhốt tập thể, chúng cắn nhau bị rách, hư da.

## Nguy cơ
Do bản chất hoang dã có tính dữ và có tính sát thương lớn nên trong suốt quá trình nuôi cá sấu phải đề phòng nguy hiểm cho con người, khi người chăn nuôi bước vào, mặc dù đứng ngoài lồng, có lưới sắt bảo vệ nhưng cũng phải né, thấy hơi người là cả đàn sạp vào cắn tới tấp, không có kỹ thuật thì nguy hiểm bình thường cá sấu chỉ ăn và ngủ, nhưng khi thấy có động tĩnh lạ hoặc bị trêu (ném, chọc, nhử đồ ăn quá lâu) thì sẽ rất nguy hiểm, chúng lao ra khỏi lớp rào thép. Ngoài ra, nguy cơ sổng chuồng của cá sấu tại các điểm nuôi là rất có khả năng xảy ra. Cá sấu sống theo bầy, một chuồng nuôi đến vài chục, thậm chí vài trăm con. Mỗi khi cho cá ăn hay vệ sinh chuồng trại, cá thường tập trung vào góc chuồng, chúng nằm chồng lên nhau và cùng bám vào lưới B40, nếu việc này lặp lại nhiều lần, lưới sẽ bị gãy, nếu người nuôi không chú ý thì cá sấu có thể thoát ra ngoài.
Ở Cà Mau, các hộ dân nuôi cá sấu đa số những hộ nuôi quy mô nhỏ, chuồng trại đều không bảo đảm an toàn. Phần lớn diện tích chỉ từ 8 – 12 m2 nhưng số lượng nuôi từ 10-20 con cá sấu, mật độ như quá dày, hạn chế sự phát triển của cá. Đối với loại cá từ 1 năm tuổi trở lên, nguy cơ chuồng trại bị vỡ rất cao. Đặc điểm của cá sấu là rất khỏe khi chuồng trại hẹp, cá sấu thường cấu xé nhau để tranh ăn rất quyết liệt. Những lúc như vậy, chuồng hay bị vỡ, ảnh hưởng tới sự an toàn của những người dân xung quanh, người nuôi cá sấu phải ý thức được đây là loài động vật hoang dã rất hung dữ, một khi cá sấu xổng chuồng thì đe dọa tới an toàn tính mạng của con người. Tại Đồng Nai có hai vụ cá sấu sổng chuồng và lọt xuống hồ Trị An khiến người dân bất an, lo lắng.

## Chỉ trích
Tổ chức quốc tế Những người tranh đấu cho sự đối xử có đạo đức với động vật (PETA) công bố cuối năm 2016 một video mô tả điều họ gọi là: Cái giá thật của "hàng xa xỉ" làm từ da cá sấu nuôi và giết ở Việt Nam. Trong đoạn video quay vào tháng 3 và 4 năm 2016, PETA cho biết hình ảnh quay tại hai trong số các trang trại cung cấp da cá sấu cho LVHM–công ty mẹ của Loius Vuitton và một vài thương hiệu lớn khác PETA tố cáo các điều kiện xấu nuôi nhố, cho biết tại một trang trại:
- Khoảng 5.000 con cá sấu bị nhốt trong những chuồng bê tông nhỏ-một vài chuồng còn ngắn hơn chiều dài của chúng. Cũng có nhiều cá thể bị nhốt trong cùng một chuồng, chúng có thể trở nên hung hăng, dẫn đến bị thương, từ đó gây ra nhiễm trùng và mắc bệnh
- Và cách giết cá sấu lấy da dã man: Phương pháp giết mổ bị xem là vô nhân đạo, và các chuyên gia đã phát hiện ra rằng, cá sấu vẫn còn nhận thức khoảng hơn một giờ sau khi tủy sống và mạch máu của chúng bị cắt. Một chuyên gia bò sát sau khi xem hình ảnh giết mổ cá sấu nói rằng các vết rạch ở cổ đã có thể rất đau đớn và dã man, và Không có khả năng những con vật này chết ngay lập tức. Vì cá sấu có thể sống với lượng oxy rất thấp, nhiều con được cho là thoi thóp nhiều giờ sau khi bị giết, hay nói cách khác đi là bị giết từ từ. Một số con thậm chí bị lột da khi còn sống.